# Pseudotrochalus fusculus
Pseudotrochalus fusculus är en skalbaggsart som beskrevs av Moser 1916. Pseudotrochalus fusculus ingår i släktet Pseudotrochalus och familjen Melolonthidae. Inga underarter finns listade i Catalogue of Life.